# 紙をくれ
紙をくれ（かみをくれ）は、学校の怪談のひとつ。

## 内容
地域や時代により様々なバリエーションがあるが、概ね以下のような内容である。
夕方の学校のトイレに入った女子生徒が「かみをくれ」という個室からの声を聞きつける。彼女は近くに置いてあったトイレットペーパーを上から投げ入れた。すると再び「かみをくれ」と言われ、また投げ入れる。
紙を入れるたびに声が大きくなり、また何度入れても「かみをくれ」と言われるため「もうないわよ」と返したところ、声はぴたりと止んだ。
不審に思った生徒がドアをノックするが、返事は無い。恐る恐るドアを押してみると鍵は開いており、中を見るとそこには誰もいなかった。
恐怖で凍りつく生徒。すると「この紙じゃない…お前の髪だ！」の声と共に便器の中から伸びてきた手に髪を掴まれ、彼女は便器に引きずり込まれてしまったというもの。

## 考察
この話の原典は明らかでないが、1977年に刊行された奥成達（おくなり　たつ）著の『怪談のいたずら』という書籍に、聞き手を驚かせて楽しむ方法が記載されている。手順としては、まず次のような話を語って聞かせる。
殺人事件の被害者が、汲み取り式の公衆便所に投げ込まれ、事件は迷宮入りしてしまう。それ以後、夜にそこで用を足すと、便器の奥から「紙をくれ」というか細い声が聞こえるようになる。ちり紙を1枚便器に投げ込んでやると、また「紙をくれ」と声が…。次々に紙を投げ込んで、もう1枚しか残っていない。どうしようかと迷っていると、
語り手は、ここで「その紙じゃない、このカミだ！」と大声を出して相手の髪の毛を引っ張る、というものである。